# Cetacis
Els cetacis (Cetacea) són un infraordre de mamífers euteris de l'ordre dels artiodàctils completament adaptats a la vida aquàtica. El nom «cetaci» deriva del grec κῆτος, kētos, que significa ‘balena’ o ‘monstre marí’, i fou encunyat per Aristòtil per referir-se als animals aquàtics de respiració pulmonar. El seu cos fusiforme, semblant al dels peixos, és hidrodinàmic. Les potes anteriors s'han transformat en aletes, mentre que les posteriors han desaparegut com a tals, malgrat que en queden alguns ossos vestigials, no units a la pelvis i ocults dins del cos. L'aleta caudal és horitzontal i es divideix en dos lòbuls. Generalment, manquen de pèl i tenen una gruixuda capa de greix que els serveix d'aïllament tèrmic.
L'infraordre dels cetacis conté una norantena d'espècies, gairebé totes marines, excepte cinc espècies de dofins d'aigua dolça. Els cetacis vivents se subdivideixen en dos subordres, el dels misticets i el dels odontocets. Un tercer subordre, els dels arqueocets, només conté espècies extintes. Els misticets inclouen els animals més grossos del món. El rorqual blau, en concret, és l'animal més gros que ha existit mai, més, fins i tot, que els cèlebres dinosaures. En canvi, entre els odontocets hi ha els dofins i les orques, sovint criats i ensinistrats en delfinaris.
La branca de la biologia que s'encarrega de l'estudi d'aquests animals és la cetologia.

## Evolució i taxonomia
La teoria tradicional de l'evolució dels cetacis sostenia que derivaven dels mesoníquids, un grup d'ungulats carnívors semblants a llops, dotats de peülles i propers als artiodàctils. Aquests animals tenien dents triangulars semblants a les dels cetacis fòssils i per això els científics cregueren durant molt de temps que les balenes i dofins derivaven d'aquest grup.
A partir de principis de la dècada del 1990, anàlisis moleculars sobre una gran quantitat de proteïnes i seqüències d'ADN indicaren que els cetacis havien de ser inclosos dins l'ordre dels artiodàctils, molt propers filogenèticament als hipopotàmids. Així, doncs, es proposà la creació del clade dels cetartiodàctils, que reuneix els artiodàctils i els cetacis. Tanmateix, poc després començà a sorgir un consens en el sentit que redefinir Artiodactyla perquè inclogués els cetacis era preferible a crear un clade de bell nou, i es recuperà l'ús d'Artiodactyla, aquesta vegada amb el mateix significat que Cetartiodactyla («artiodàctils tradicionals» + cetacis). Així, doncs, segons el punt de vista més estès, els cetacis formen part del grup dels artiodàctils, que actualment es considera monofilètic.
Un estudi del 2001 confirmà, basant-se en dades moleculars, que els cetacis no deriven dels mesoníquids, sinó que pertanyen al grup dels artiodàctils.
Es considera que el primer avantpassat dels cetacis és Pakicetus, un artiodàctil primitiu que visqué a l'Eocè, fa aproximadament 35 milions d'anys. Aquest animal mantenia alguns aspectes dels primers artiodàctils, com ara la presència de les dents triangulars que han perdut els artiodàctils moderns. L'enllaç entre Pakicetus i els cetacis és l'estructura dels ossos de l'orella. A més, les dents de Pakicetus recorden les de les balenes fòssils.
Ambulocetus fou el primer avantpassat dels cetacis a tenir una vida amfíbia i tenia potes més adaptades a la natació que no pas a moure's per terra. En canvi, un dels primers cetacis a ser completament aquàtic fou el basilosaure, que visqué fa aproximadament 38 milions d'anys. Els primers misticets, els cetotèrids, aparegueren en l'Oligocè, igual que els primers odontocets, els centriodòntids.
Els cetacis vivents estan subdividits en dos subordres:
- els misticets, dotats de barbes. Les barbes són estructures presents al maxil·lar superior que serveixen de garbell i estan compostes de ceratina. Aquesta estructura permet filtrar el plàncton de l'aigua. Comprenen les famílies següents:

- Balaenidae
- Balaenopteridae
- Eschrichtiidae
- Neobalaenidae

- els odontocets, dotats de dents. S'alimenten principalment de peixos i/o calamars. Aquests cetacis tenen una capacitat excepcional per a la percepció del medi que els envolta mitjançant l'ecolocalització. Comprenen les famílies següents:

- Delphinidae
- Monodontidae
- Phocoenidae
- Physeteridae
- Kogiidae
- Platanistidae
- Iniidae
- Ziphiidae

## Morfologia
Havent evolucionat d'avantpassats terrestres, els cetacis han hagut de desenvolupar adaptacions anatòmiques i fisiològiques per poder tenir una vida completament aquàtica.

Dibuix esquemàtic detallant els caràcters morfològics d'un misticet (a dalt) i d'un odontocet (a baix).

- el cos és fusiforme i ha pres una forma hidrodinàmica semblant a la d'un peix;
- s'ha desenvolupat una aleta dorsal a l'esquena, formada per teixit conjuntiu;
- les potes anteriors s'han transformat en aletes pectorals i han pres forma de rem;
- l'extrem de la cua és pla i està format per dos lòbuls;
- les potes posteriors estan absents i només en queden petits ossos ocults a l'interior del cos;
- a dalt del cap hi ha un espiracle;
- els pèls desapareixen completament després dels primers mesos de vida;
- els pavellons auriculars estan absents;
- els genitals externs estan ocults a l'interior de butxaques.

### Forma del cos i dimensions
La forma del cos dels cetacis recorda molt la dels peixos. De fet, per evolució convergent han desenvolupat una forma de fus, hidrodinàmica, que els permet moure's amb agilitat al medi aquàtic reduint la fricció amb l'aigua. Els misticets tenen el cos més compacte que els odontocets, que són capaços de nedar a una velocitat superior.
L'infraordre dels cetacis inclou els animals més grossos que han existit mai a la Terra. Sobretot entre els misticets, les dimensions corporals són considerables; el rorqual blau pot assolir els 30 metres de llarg i és considerat l'animal més gros de tots els temps. Entre els odontocets, és el catxalot el que assoleix la mida més gran i arriba a una llargada d'uns 20 metres en els mascles En canvi, el cetaci més petit de tots és la marsopa de Califòrnia, una marsopa que pot tenir una llargada d'aproximadament 140 centímetres. El misticet més petit és la balena franca pigmea, que fa uns sis metres.
La taula 1 resumeix la llargada màxima i el pes que assoleixen alguns cetacis.
| Espècie                             | Llargada (m)  | Pes (kg)         | Notes                   |
| ----------------------------------- | ------------- | ---------------- | ----------------------- |
| Marsopa de Califòrnia \| \| 1,2-1,5 | 30-55         | Cetaci més petit |                         |
| Dofí comú                           | 2,4           | 70-110           |                         |
| Dofí mular \| \| 3,7                | 150-650       |                  |                         |
| Narval                              | 5             | 800-1.600        |                         |
| Balena franca pigmea                | 6,5           | 3.000-3.500      | Misticet més petit      |
| Orca                                | 9,7           | 2.600-9.000      | Delfínid més gros       |
| Iubarta \| \| 13,7-15,2             | 25.000-40.000 |                  |                         |
| Catxalot                            | 14,9-20       | 13.000-14.000    | Odontocet més gros      |
| Rorqual blau                        | 30            | 110.000          | Animal més gros de tots |

### Pell
Com en tots els mamífers, la pell dels cetacis es compon d'epidermis, dermis i hipodermis.
L'epidermis està constituïda per un epiteli pavimentós pluriestratificat, és entre deu i vint vegades més gruixuda que la dels mamífers terrestres i la seva capa més externa es renova unes dotze vegades al dia.
La dermis està constituïda per teixit conjuntiu fibrós i manca de fol·licles pilosos i glàndules sebàcies.
La hipodermis forma la capa adiposa i està constituïda per teixit conjuntiu lax ric en adipòcits i fibres de col·lagen. La seva funció és evitar la dispersió de la calor i servir com a substància de reserva.
La superfície de la pell d'alguns odontocets presenta algunes «crestes cutànies», sovint visibles fins i tot a ull nu i distribuïdes arreu del cos, tret del cap i, en algunes espècies, la regió ventral. La seva funció encara no és clara; es creu que podrien estar implicades en la recepció d'estímuls tàctils, que podrien tenir una funció hidrodinàmica, o totes dues coses.
La pell del cap i de les aletes pectorals de moltes balenes està colonitzada per una sèrie de paràsits cutanis, sobretot ciàmids, coneguts com a polls de balena, i paràsits toràcics dels gèneres Coronula, Cryptolepas, Conchoderma, Xenobalanus i Tubicinella. Mentre que els «polls» poden interferir amb els receptors sensorials de les balenes i alimentar-se de la seva pell, no sembla que els toràcics causin cap mal als cetacis.

### Aletes

#### Aleta dorsal

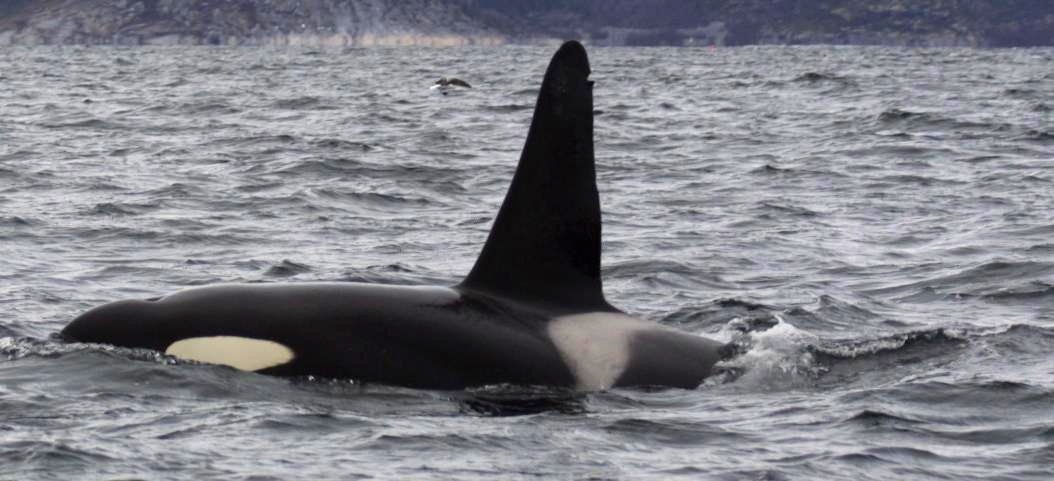
Aleta dorsal d'una orca (Orcinus orca).

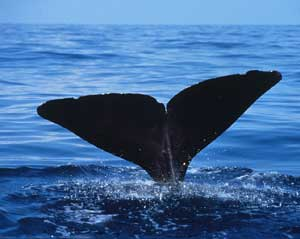
Aleta caudal d'un catxalot.

Gairebé tots els cetacis presenten a l'esquena una aleta dorsal formada per teixit conjuntiu. La seva funció és donar estabilitat a la natació per a evitar que l'animal pugui bolcar-se durant els desplaçaments laterals veloços. Aquesta aleta està absent en els animals que viuen a les regions polars, com els narvals, les belugues i les balenes de Groenlàndia, car no els permetria nedar àgilment sota el glaç.
L'aleta dorsal presenta formes i mides diverses en les diferents espècies de cetaci: pot ser amb forma de falç, triangular o arrodonida. Aquesta característica és útil per identificar les espècies. A més, com que l'aleta sovint està coberta de rascades, talls i cicatrius, és utilitzada pels investigadors per a la fotoidentificació, una tècnica que permet reconèixer els individus d'una espècie mitjançant les fotografies de característiques anatòmiques.

#### Aleta caudal
La cua dels cetacis està formada per dos lòbuls de teixit connectiu, anomenats flukes, que formen l'aleta caudal. A diferència de la dels peixos, en els cetacis aquesta aleta és horitzontal i es mou de dalt a baix. Aquesta característica permet distingir a primera vista un cetaci d'un peix. La cua serveix com a mitjà de propulsió gràcies al seu moviment vertical.
També en aquest aspecte les mides varien entre les diferents espècies, de manera que aquesta característica es pot fer servir per identificar espècies, sobretot les de grans dimensions.

#### Aletes pectorals

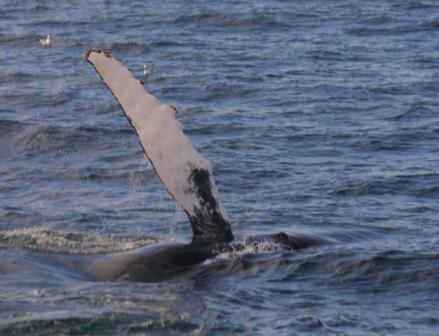
Aleta pectoral d'una iubarta.

En els cetacis, les potes anteriors s'han convertit en aletes pectorals. A diferència de les aletes dorsal i caudal, les aletes pectorals són sostingudes per ossos homòlegs als de les potes anteriors dels mamífers terrestres. La funció d'aquestes aletes és proporcionar estabilitat a la natació i permetre els desplaçaments laterals.
Les aletes pectorals també varien en forma i mida, i l'habilitat nedadora de les diferents espècies depèn d'aquesta característica. Les espècies amb aletes petites en relació amb la superfície corporal, com els rorquals blaus, s'especialitzen a nedar lentament en mar oberta, mentre que les espècies amb aletes més grans són capaces de nedar més ràpidament i de maniobrar amb més agilitat. Les aletes més grans són les de la iubarta, que assoleixen una llargada igual a un terç, aproximadament, de la llargada de l'animal. Les grans dimensions d'aquestes aletes ajuden l'animal a fer maniobres acrobàtiques per capturar preses.

### Potes posteriors
Totes les espècies de cetaci manquen de potes posteriors, de les quals només queden petits ossos vestigials a l'interior del cos que no estan units a la columna vertebral. Durant el desenvolupament embrionari, però, tots els cetacis presenten esbossos d'aquestes potes, la regressió posterior de les quals es deu a causes encara desconegudes.
El 2006, pescadors japonesos capturaren un dofí mular que presentava un parell d'aletes situades a la regió caudal. Els investigadors pensen que representen una prova més del fet que els cetacis evolucionaren d'avantpassats terrestres i que l'evolució havia fet desaparèixer les potes posteriors. En aquest dofí mular, una mutació feu reemergir un caràcter perdut fa milions d'anys.

### Rostre
La mandíbula i la maxil·la són allargades i formen una estructura semblant a un bec, anomenada musell, que és bastant visible en els delfínids, mentre que en els misticets és pràcticament invisible.
En els odontocets, sobretot en els zífids, el musell està format per ossos més aviat compactes. Es creu que aquesta característica serveix per augmentar la força del musell i evitar fractures durant els combats entre els mascles per les femelles. En canvi, segons altres investigadors, no obstant l'alta mineralització dels ossos, el musell és una estructura més aviat fràgil que té un paper en la recepció de les ones sonores i que, per tant, és important en l'ecolocalització.
En els misticets, el musell té una forma arquejada per permetre l'allargament de les barbes, que s'uneixen directament a l'os maxil·lar. L'arqueig més gran es produeix en els balènids, en què les barbes són excepcionalment llargues.

## Fisiologia

### Sistema nerviós
Els cetacis tenen un cervell molt desenvolupat, amb una mida comparable a la dels primats antropomorfs, incloent-hi l'home.
L'escorça cerebral del cervell dels cetacis presenta un elevat nombre de circumvolucions, sobretot en el cas dels odontocets, que tenen un nombre de circumvolucions superior al del cervell humà, tot i que el gruix de l'escorça és menor.
Hi ha un intens debat sobre com són d'intel·ligents els cetacis en general i els dofins en particular. Segons alguns, aquests animals serien potencialment capaços de comunicar-se amb un llenguatge, mentre que, segons altres, la mida del cervell podria ser deguda a la presència d'una àrea acústica primària molt ben desenvolupada. No obstant això, són evidents les grans capacitats cognitives d'aquests animals. Per exemple, els dofins mulars són els únics animals, juntament amb els humans i els simis antropomorfs, que es poden reconèixer a si mateixos davant d'un mirall, i demostren tenir habilitats aritmètiques.
La medul·la espinal té una forma cilíndrica i la seva llargada depèn principalment de la mida corporal. La relació entre la longitud corporal i la de la medul·la és aproximadament igual a la dels humans. A la regió cervical, en correspondència amb les aletes pectorals, hi ha un engruiximent de la medul·la, mentre que, a la regió lumbar, l'engruiximent és menys evident a causa de la falta de membres posteriors.
Hi ha entre 40 i 44 nervis espinals, en els quals les arrels posteriors estan menys desenvolupades que les anteriors. Aquesta característica es deu al major desenvolupament de la musculatura ventral dels cetacis respecte a la dorsal i a l'escassa presència de receptors sensorials perifèrics.

### Òrgans sensorials
Els ulls dels cetacis tenen una forma aplanada i el cristal·lí és esfèric. La pupil·la d'aquests animals els permet veure-hi tant sota l'aigua com a l'aire, malgrat la important diferència de densitat que hi ha entre els dos ambients. Els ulls estan situats lateralment al cap, i, mentre que en alguns cetacis la visió és binocular, en els delfínids els ulls es mouen independentment l'un de l'altre, tot i que en els dofins mulars s'ha demostrat la presència d'algunes zones d'encavalcament.
 Darrere la retina hi ha una zona altament vascularitzada, el tapetum lucidum, que, gràcies a una capa de cèl·lules reflectores, augmenta la quantitat de llum que arriba a la retina. Com que la retina té tants cons com bastonets, s'ha suggerit que els cetacis poden distingir els colors. Tanmateix, és un tema encara molt controvertit. Els cons només representen un 1% dels fotoreceptors presents a l'ull i manquen de sensibilitat a les llargades d'ona baixes, per la qual cosa es creu que aquests animals només poden distingir els colors en condicions de bona il·luminació. Alguns autors argumenten que la presència dels dos tipus de fotoreceptors ajuda els animals a identificar millor els objectes.
 Tot i que les glàndules lacrimals estan absents, molts cetacis tenen glàndules a la conjuntiva que secreten un líquid que serveix per protegir la còrnia de la sal present a l'aigua marina.
El sentit de l'olfacte està molt reduït en els misticets i completament absent en els odontocets. En els misticets hi ha els nervis olfactius, però, al lòbul frontal del telencèfal, hi manca el bulb olfactiu, que només està present en l'estadi fetal. En els odontocets, en canvi, no hi ha ni nervis ni bulb.
Els cetacis tenen papil·les gustatives a la llengua, tot i que en un nombre reduït en comparació amb els mamífers terrestres. Els cetacis són capaços de reconèixer el sabor de diverses substàncies. Els dofins mulars presenten una sensibilitat pel gust àcid unes set vegades superior a la dels humans, mentre que la sensibilitat pel dolç i pel salat és unes deu vegades superior. La gran sensibilitat pel gust salat podria ajudar els animals a orientar-se, gràcies a les variacions de salinitat de les aigües marines.
El sentit del tacte és mitjançat per mecanoreceptors que cobreixen tota la superfície corporal però que s'allotgen principalment al cap i a prop de les aletes pectorals i els òrgans genitals. A més dels mecanoreceptors, molts misticets tenen sobre els maxil·lars i les mandíbules unes subtilíssimes vibrisses que també serveixen per rebre estímuls tàctils. En els odontocets, d'aquestes estructures, només en queden fol·licles pilosos vestigials. L'única espècie que té vibrisses ben desenvolupades és el tucuxi, si bé es tracta de receptors que perceben la direcció del corrent d'aigua.
L'oïda és el sentit més desenvolupat dels cetacis, que són capaços de determinar sota l'aigua de quina direcció prové el so, una capacitat que no tenen els mamífers terrestres. Això és possible perquè els ossos de l'orella interna d'aquests animals estan ben separats de la resta del crani, que podria interferir en la recepció dels estímuls acústics. Aquesta separació encara és més evident en els odontocets que en els misticets. Per aconseguir una major hidrodinàmica, els cetacis manquen de pavellons auriculars, mentre que l'orella mitjana i l'orella interna són semblants en estructura a les dels altres mamífers. En els odontocets, les ones sonores són rebudes per una substància oliosa present a la mandíbula, des d'on són transferides a l'orella mitjana, on arriben al timpà. En els misticets no s'ha demostrat la transmissió del so a través de la mandíbula i probablement la recepció es fa directament a través del conducte auditiu.

### Aparell respiratori

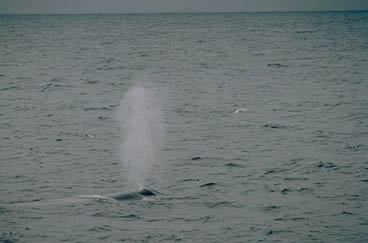
Respiració d'un rorqual blau (Balaenoptera musculus)

Els cetacis, com tots els mamífers, respiren aire per mitjà de pulmons. Per aquest motiu, necessiten pujar regularment a la superfície del mar per expulsar el CO₂ i inspirar O₂.
Els narius s'han mogut vers el cim del cap i constitueixen els espiracles. Aquesta solució permet als cetacis romandre gairebé completament immersos durant la respiració. Mentre que en els misticets l'espiracle es compon de dos orificis, en els odontocets només n'hi ha un. L'obertura de l'espiracle es produeix per l'acció de músculs voluntaris, per la qual cosa, a diferència de la resta de mamífers, els cetacis han de decidir quan respiren.
L'aire expirat, escalfat pels pulmons, quan entra en contacte amb l'exterior, es condensa i forma un raig visible des de gran distància. Com que la forma, direcció i altura del raig varien entre espècies, es pot identificar els cetacis a distància utilitzant aquesta característica.
La tràquea està constituïda per una sèrie d'anells cartilaginosos units els uns als altres. En els misticets, els anells són oberts i col·lapsables, a diferència dels odontocets, en què els anells estan tancats.
Els pulmons tenen forma de sac, no són lobulats i, en contra del que es podria pensar, no són més grossos que els de la resta de mamífers. El pulmó dret sol ser més gran i llarg que l'esquerre per poder acollir el cor a l'interior de la caixa toràcica. El volum pulmonar és més baix que el dels mamífers terrestres per evitar la formació d'èmbols gasosos durant l'ascensió després d'immersions profundes. De fet, a grans fondàries, la pressió prem els òrgans interns contra el diafragma, cosa que fa que els pulmons, que tenen un volum reduït, es buidin gairebé completament. Els alvèols estan altament vascularitzats i permeten absorbir gairebé tot l'oxigen present a l'aire respirat. El dofí mular és capaç d'absorbir aproximadament el 90% de l'oxigen present als pulmons, mentre que els humans només n'absorbeixen el 20%. Els pulmons dels cetacis tenen la capacitat de col·lapsar-se gairebé completament amb l'augment de la profunditat, i, en la majoria, el col·lapse complet es produeix a una fondària d'uns cent metres. Aquesta característica permet als cetacis evitar acumulacions perilloses de nitrogen a l'interior de la sang, que podria causar síndrome de descompressió o narcosi de nitrogen, accidents ben coneguts pels bussos. Amb l'augment de la pressió, també s'incrementa la solubilitat del nitrogen present a l'aire inspirat; durant l'ascensió, amb la disminució de la pressió, el nitrogen torna a la forma gasosa i podria formar bombolles perilloses a la sang. El col·lapse dels pulmons evita aquest problema enviant l'aire a les vies aèries superiors (bronquis i tràquea), on no entra en contacte amb la sang.
Els cetacis són capaços de mantenir-se sota l'aigua sense respirar durant períodes molt més llargs que els altres mamífers. Algunes espècies, com el catxalot, es poden estar sota l'aigua fins a poc més de dues hores amb una única inspiració d'aire. A la taula següent es comparen els temps d'immersió i les profunditats màximes que assoleixen alguns cetacis.
| Espècie                           | Temps (min.) | Profunditat (metres) |
| --------------------------------- | ------------ | -------------------- |
| Dofí de flancs blancs del Pacífic | 5            | 210                  |
| Dofí mular \| \| 10               | 535          |                      |
| Orca                              | 15           | 250                  |
| Narval \| \| 20                   | 1000         |                      |
| Iubarta \| \| 20                  | 150          |                      |
| Balena grisa \| \| 25             | 170          |                      |
| Rorqual comú \| \| 30             | 500          |                      |
| Rorqual blau \| \| 50             | 100          |                      |
| Balena de Groenlàndia \| \| 80    | 300          |                      |
| Zífid cap d'olla \| \| 120        | 1.000        |                      |
| Catxalot \| \| 140                | 3.000        |                      |

### Aparell circulatori
L'aparell circulatori dels cetacis no difereix gaire del dels mamífers terrestres. La sang no oxigenada és bombada del cor cap a la circulació pulmonar per mitjà de l'artèria pulmonar, que arriba als pulmons. Allí, la sang s'oxigena i, a través de la vena pulmonar, torna al cor, on és enviada a la circulació sistèmica, per després retornar al cor mitjançant la vena cava.
En els mamífers terrestres, la sang arriba al cervell a través de les caròtides, mentre que en els cetacis és l'artèria espinal anterior la que arriba al cap i irriga el cervell.
Com en tots els mamífers, el cor dels cetacis presenta quatre cavitats, dues aurícules i dos ventricles. Durant la immersió, el cor entra en bradicàrdia, és a dir, es redueix la freqüència cardíaca. Sovint, la bradicàrdia comença poc després que l'animal s'immergeixi, i, poc abans que torni a sortir a la superfície, augmenta la freqüència (taquicàrdia). En el dofí mular, la freqüència cardíaca a la superfície és d'unes 110 ppm i baixa a aproximadament 37 ppm durant una immersió d'uns quatre minuts; en l'orca, la freqüència a la superfície és d'unes 60 ppm i disminueix a 30 ppm després de 15 segons d'immersió. La bradicàrdia va acompanyada d'una reducció del flux sanguini cap a l'intestí, els músculs i la pell, que permet a la pressió sanguínia romandre gairebé constant i fa que els òrgans vitals, com el cervell, els ronyons, el fetge i el cor, estiguin ben irrigats. Els músculs, per assegurar-se un bon subministrament d'oxigen durant les immersions, presenten concentracions de mioglobina entre tres i deu vegades superiors a les dels mamífers terrestres. La distribució de la mioglobina no és uniforme en tots els músculs de l'organisme; és més abundant en els músculs dorsals propers a la cua i a la part dels músculs que està en contacte més estret amb les vèrtebres. A més, els cetacis capaços de fer immersions profundes presenten concentracions de mioglobina més elevades que no pas les dels que viuen a prop de la costa i fan immersions a menor profunditat i de menys durada.
La sang dels cetacis té una alta concentració d'hemoglobina, que assegura un transport eficient de l'oxigen durant les immersions. Els mamífers terrestres presenten valors d'hemoglobina a la sang que van dels 11 als 14 g/hL, mentre que els cetacis capaços de fer immersions profundes tenen valors de 21-25 g/hL.

### Esquelet

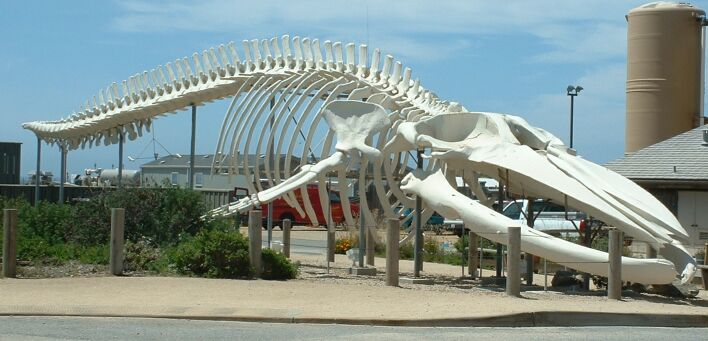
Esquelet de rorqual blau

Com que no estan destinats a sostenir el pes del cos, els ossos dels cetacis són relativament lleugers i esponjosos. Tenen una altra concentració de greix, que contribueix a la flotabilitat.
La columna vertebral es compon de quatre regions: cervical, toràcica, lumbar i caudal. Com que la cintura pelviana és absent, no hi ha regió sacra. Les vèrtebres del coll, que són sempre set en nombre, estan fusionades en la major part dels cetacis, proporcionant estabilitat durant la natació a canvi d'una menor flexibilitat. En el dofí mular només estan fusionades les dues primeres vèrtebres, mentre que en un zífid comú estan fusionades les quatre primeres.
Les vèrtebres toràciques varien en nombre entre les diferents espècies i fins i tot entre individus d'una mateixa espècie; les vèrtebres de la regió lumbar són molt més nombroses que en els mamífers terrestres. La marsopa de Dall té 29-30 vèrtebres lumbars, sent el cetaci que més en té, mentre que el catxalot nan, amb només dues vèrtebres, és l'espècie que menys en té; el nombre de vèrtebres de la regió caudal també varia entre espècies. La balena franca pigmea en té 13, mentre que el zífid comú en té 49. El nombre total de vèrtebres varia entre 41 i 98. La regió toràcicolumbar és més aviàt rígida per la presència de teixit conjuntiu subdèrmic, mentre que la columna vertebral és més flexible que a la cua i al cap, permetent els moviments dorsoventrals responsables de la natació.
La caixa toràcica es compon d'un nombre variable de costelles i és molt flexible, per tal de permetre el col·lapse dels pulmons durant les immersions profundes i evitar l'acumulació de nitrogen a la sang.

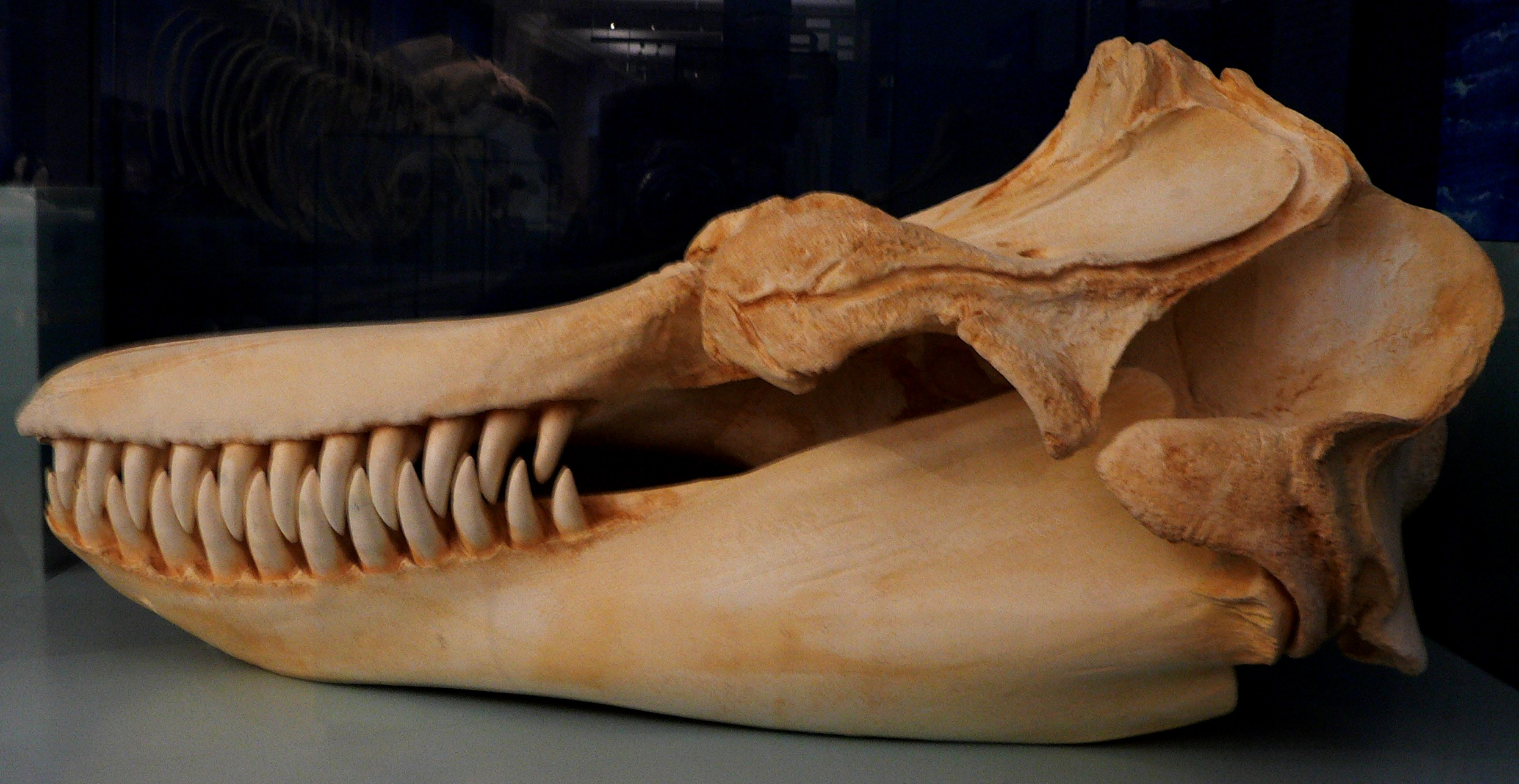
Crani d'orca.

El crani és telescòpic i asimètric; els ossos maxil·lars i mandibulars estan allargats anteriorment per formar el musell i en els odontocets s'allarguen posteriorment per acollir el meló, una massa de teixit adipós que es creu que té un paper en l'ecolocalització; també en els odontocets, els ossos de la banda dreta del crani sempre són més llargs que els de la banda esquerra. Es tracta d'una conseqüència del fet que la banda dreta s'ha especialitzat en la producció del so i l'esquerra en la respiració.
Havent derivat de la dels mamífers terrestres, la pota posterior dels cetacis es compon dels mateixos ossos: l'húmer, el radi i el cúbit. Tanmateix, aquests ossos són més curts i més plans que en els mamífers terrestres i el cúbit i el radi són més llargs que l'húmer. Tots els cetacis presenten un cert grau d'hiperfalàngia, especialment en els dits centrals. El nombre més gran de falanges es dona en els caps d'olla negres, que en tenen entre 3 i 4 al primer dit, entre 9 i 14 al segon i entre 9 i 11 al tercer.

### Aparell digestiu
L'extraordinària llargada del tracte digestiu dels cetacis pot ser deguda a la gran mida d'aquests animals o al fet que els ajuda a mantenir l'equilibri hídric. No hi ha correlació entre la llargada de l'aparell digestiu i el tipus de preses a digerir.
L'esòfag és una estructura tubular, llarga i de parets gruixudes, on hi ha cèl·lules caliciformes que secreten un líquid lubricant, el moc, per facilitar el pas de l'aliment.
L'estómac se subdivideix en diverses cambres, com en els remugants. Mentre que els remugants en tenen quatre, en els cetacis n'hi ha tres:
- estómac anterior o preestómac, homòleg al rumen, reticle i llibret dels remugants;
- estómac principal, homòleg al quall;
- estómac posterior o pilòric, equivalent a la regió pilòrica del quall.

L'estómac anterior, que no presenta glàndules, està dotat d'una musculatura robusta i conté ossos i petites pedres per moldre l'aliment. També hi ha presents bacteris anaeròbics que ajuden l'animal a digerir el menjar mitjançant la fermentació, igual que passa al rumen. L'estómac mitjà presenta glàndules gàstriques que secreten pepsina, lipases i àcid clorhídric. La digestió gàstrica continua a l'estómac posterior, les parets del qual són riques en cèl·lules caliciformes. El bol alimentari passa a través del pílor al duodè, la primera part de l'intestí, on s'efectua l'absorció de les substàncies nutritives.
Els cetacis manquen d'apèndix i la seva funció de filtratge podria ser efectuada per un complex d'òrgans limfàtics coneguts com a amígdales anals. Encara no és clar si aquestes amígdales existeixen en tots els cetacis, tot i que estan molt desenvolupades en els dofins mulars.
El fetge pot ser bilobulat o trilobulat i no hi ha vesícula biliar. El pàncrees té una forma allargada, està enllaçat a l'intestí a través del conducte pancreàtic i generalment és més gran en les femelles.

#### Dents i barbes

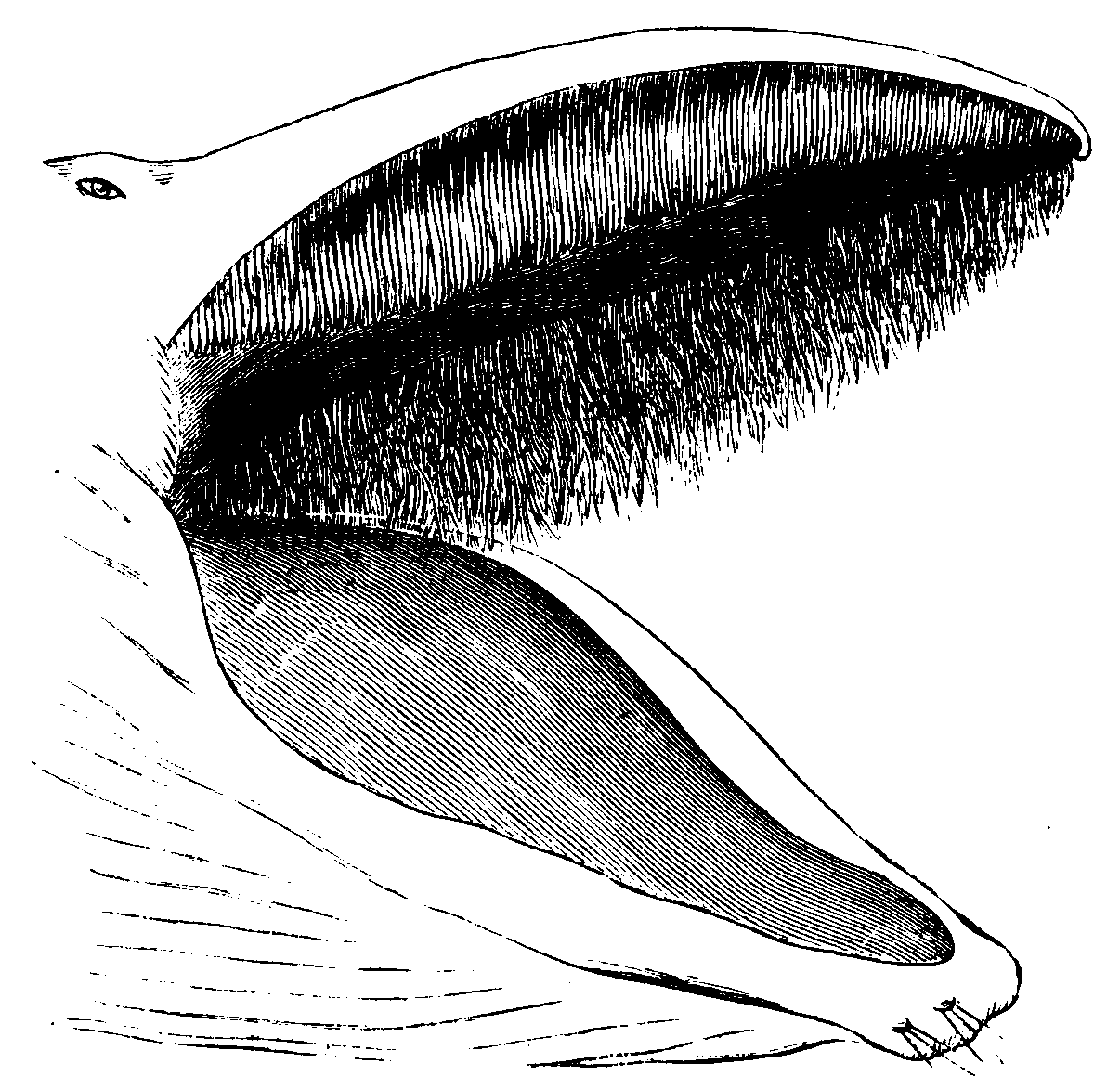
Il·lustració de la boca d'una balena. Remarqueu les barbes que s'estenen de la maxil·la a la mandíbula.

La característica principal que distingeix els odontocets dels misticets és la presència de dents en els primers i de barbes en els segons.
La forma, nombre i mida de les dents dels odontocets varien d'una espècie a l'altra, però totes caracteritzen per ser homodontes i monofiodontes. El nombre de dents també pot variar en el si d'una mateixa espècie: en els catxalots, els dofins comuns i els caps d'olla negres, el nombre de dents varia entre 6 i 18. Alguns odontocets, com els catxalots, només tenen dents a la mandíbula, mentre que alguns zífids presenten una única dent a cada hemimandíbula. La forma de les dents també varia entre les famílies. Els delfínids, per exemple, presenten dents còniques i arquejades, mentre que en les marsopes les dents són planes. Els mascles de narval són ben coneguts per tenir un ullal girat en espiral en sentit esquerre, que possiblement donà origen al mite de l'unicorn. La seva funció no és ben coneguda, però es pensa que els mascles l'utilitzen per combats intraespecífics per les femelles.
Les barbes són estructures filamentoses de ceratina que s'estenen de la maxil·la dels misticets. Creixen de la seva part basal i són erosionats constantment per l'acció de la llengua i per l'abrasió causada per les preses. Són utilitzades per balenoptèrids i balènids com a filtre per atrapar petits peixos, organismes planctònics i krill. La llargada de les barbes varia entre espècies. Els més llargs són els de les balenes franques, en què poden assolir una llargada de tres metres, mentre que els més curts són els de la balena grisa, en què no superen els 50 centímetres.

### Aparell genital i reproducció

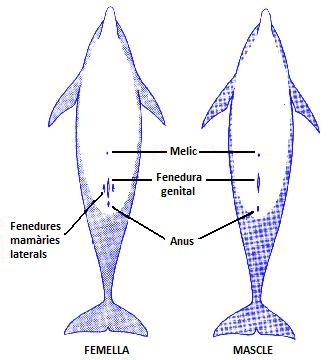
Disposició de les fenedures genitals i mamàries en el dofí mular.

L'aparell genital dels cetacis no difereix gaire de l'estructura típica del dels mamífers terrestres, però tenen adaptacions que concerneixen principalment els genitals exteriors i les glàndules mamàries, amagats a l'interior de «butxaques genitals» per afavorir la hidrodinamicitat.
En les femelles, els ovaris són a l'interior de la cavitat abdominal. En els misticets són ovalats, allargats i enrevessats, mentre que en els odontocets són esfèrics i llisos. En els misticets és possible determinar el nombre d'ovulacions produïdes en el passat observant i comptant els cossos albicants de les cicatrius que queden a l'ovari després de la degeneració del cos luti si l'òvul no és fecundat. En els mamífers terrestres aquestes cicatrius no són persistents, però en els misticets són permanents. En els odontocets, l'ovari esquerre és més desenvolupat i funcional que el dret, mentre que en els misticets ambdós ovaris funcionen plenament. La vagina és llarga i està oculta a l'interior d'una butxaca genital, que també oculta l'orifici anal. Les glàndules mamàries, llargues i aplanades, també estan amagades a l'interior de butxaques, anomenades «fenedures mamàries» i situades als costats de la vagina.
A diferència dels mamífers terrestres, els testicles dels mascles no són a l'exterior, sinó a l'interior de la cavitat abdominal, a prop dels ronyons. Tenen forma cilíndrica i, observats en secció transversal, són ovalats o circulars. El pes d'aquests òrgans en comparació amb el pes corporal total és el més elevat de tot el regne animal. La suma del pes dels dos testicles de les balenes franques pot assolir 900 quilograms, és a dir, el 10% de la massa corporal de l'animal. El penis, quan no està erecte, està completament ocult a l'interior de la butxaca genital. L'erecció es deu a la musculatura i no a la vasodilatació dels vasos sanguinis dels cossos cavernosos com en tots els altres mamífers. El penis dels misticets més grans pot assolir una llargària d'aproximadament tres metres i un diàmetre de 30 cm. Generalment, la copulació es produeix panxa contra panxa i és molt ràpida.
En els odontocets, la gestació dura entre 7 i 17 mesos i hi ha una correlació entre la mida de l'animal i la durada de la gestació, la velocitat de creixement del fetus i el pes de la cria en néixer. Els odontocets grans, com les orques i els caps d'olla negres, tenen un període de gestació més llarg. En molts misticets, malgrat la seva gran mida, els períodes de gestació són inferiors als de molts odontocets. Així doncs, l'embaràs dura entre 10 i 13 mesos. Això s'explica per les llargues migracions anuals que fan els misticets des de les àrees on s'alimenten fins a les àrees en què es reprodueixen, difícilment compatibles amb una gestació de més d'un any.

### Termoregulació
Com tots els mamífers, els cetacis són animals homeoterms i, per tant, tenen la necessitat de mantenir constant la seva temperatura corporal.
L'aigua té una conductivitat tèrmica elevada, que es tradueix en una velocitat de transferència de la calor unes 24 vegades superior a la de l'aire, que juntament amb la manca de pèls fa que aquests animals hagin hagut de desenvolupar mecanismes eficaços per assegurar la termoregulació. Un paper important és el de l'espessa capa de greix i teixit connectiu present sota la pell, al nivell de la hipodermis. Aquesta capa adiposa actua com a aïllant tèrmic que evita la dispersió de la calor de manera molt eficient. En alguns odontocets, com els delfínids i les marsopes, aquesta capa de greix presenta variacions estacionals en el seu gruix. Durant l'estació càlida, quan augmenta la temperatura de l'aigua, la capa perd volum, mentre que a les estacions fredes en guanya. La quantitat i el tipus de lípids presents determinen la capacitat aïllant de la capa. La protecció de la marsopa comuna es compon en un 80% de greixos, mentre que en el dofí tacat de l'Atlàntic només n'hi ha un 55%. Aquesta diferència fa que la capa adiposa de la marsopa tingui una capacitat d'aïllament quatre vegades superior a la del dofí tacat.
A l'aleta dorsal i als lòbuls de l'aleta caudal hi ha una densa xarxa superficial de capil·lars anomenada rete mirabile, que contribueix significativament a la termoregulació actuant com a intercanviador de calor contra corrent. La calor passa de les artèries, que transporten sang més calenta provinent de l'interior del cos, als capil·lars venosos de la xarxa que l'envolten, on flueix en el sentit oposat la sang que ha estat refredada per l'aigua externa.

### Osmoregulació
Vivint en un medi hiperosmòtic, és a dir, amb una concentració d'ions superior a la dels líquids corporals, els cetacis (tret dels platanistoïdeus) han d'evitar la deshidratació deguda al fenomen de l'osmosi.
Els principals òrgans encarregats de l'equilibri hídric són els ronyons. En els cetacis, aquests òrgans estan constituïts per una munió de petits lòbuls, anomenats «renicles» i són semblants als ronyons dels ossos i otàrids. Cada renicle es compon d'una regió medul·lar i una de cortical. Tot i que l'anatomia del ronyó d'un cetaci pot consentir-li produir una orina molt concentrada, s'ha demostrat que això no passa. L'orina d'aquests animals és només lleugerament més concentrada que la produïda per la majoria de mamífers terrestres. S'ha hipotitzat que la deshidratació estimula l'augment de la producció metabòlica de l'aigua per mitjà de l'oxidació dels greixos i que l'aigua excessiva és expulsada pels ronyons, diluint l'orina.
Alguns delfínids, com els dofins comuns i els dofins mulars, són capaços de beure aigua de mar, però són excepcions. De fet, els cetacis generalment no beuen, sinó que absorbeixen l'aigua present a l'aliment o l'obtenen mitjançant les rutes metabòliques de degradació de glúcids, proteïnes i lípids.

### Longevitat
La major part dels cetacis pot viure uns 20-30 anys, però alguns superen de llarg aquesta edat. Un rorqual comú assolí l'edat de 116 anys, mentre que un estudi del 1999 descriu com diversos individus de balena de Groenlàndia assoleixen i superen els 100 anys, i es va arribar en almenys un cas als 216.

## Distribució i hàbitat
Els cetacis viuen a tots els mars i oceans del món i algunes espècies viuen en llacs i rius de Nord-amèrica, Sud-amèrica i Àsia. Algunes espècies, com ara l'orca, són cosmopolites, d'altres tenen una àmplia distribució geogràfica però no estan presents a totes les aigües del món i d'altres viuen en zones encara més limitades. És el cas, per exemple, de la marsopa de Califòrnia, endèmica de la part septentrional del golf de Califòrnia.
Alguns cetacis viuen a prop de les costes, en el que s'anomena zona nerítica, d'altres viuen a mar oberta, a la zona oceànica i algunes espècies, com el dofí mular, tenen poblacions diferents que viuen en una zona o l'altra. A més, alguns cetacis viuen a prop d'estuaris fluvials i d'altres neden en aigua dolça.

## Comportament

### Migracions
Molts misticets migren de les zones en què s'alimenten a zones en què es reprodueixen. És el cas de les iubartes, que a l'estiu neden i s'alimenten als mars de les regions polars, abundants en krill, per després migrar vers l'equador a l'hivern, on es produeixen l'aparellament i el part de les femelles embarassades. Segons Corkeron i Connor, els misticets migren, a més de per buscar aliments i donar a llum en aigües tranquil·les, també per protegir les cries de l'atac de les orques. Aquests depredadors són més abundants a les latituds altes i no segueixen les balenes en les seves migracions perquè s'allunyarien massa de les seves preses principals, els pinnípedes.
Entre els odontocets, les espècies més petites, com el dofí ratllat, fan migracions petites, movent-se de la costa al mar a la cerca d'aliment, mentre que les espècies més grosses, com els catxalots, són capaces d'efectuar migracions més importants.
Encara no es coneixen bé els mecanismes mitjançant els quals els cetacis segueixen les rutes migratòries. Es creu que es poden basar en el camp geomagnètic, la posició del Sol, els corrents marins o la localització de la provinència de sons de molt baixa freqüència.

### Alimentació
Tots els cetacis són depredadors i es troben al cim de la cadena tròfica. Tenen pocs enemics naturals i el més perillós és sens dubte l'ésser humà. Els misticets es nodreixen generalment de petits organismes planctònics i petits peixos, mentre que els odontocets es mengen organismes de mida més gran, com cefalòpodes (sobretot calamars) i peixos. Les orques, cas únic entre els cetacis, també s'alimenten de mamífers marins, com otàrids o marsopes. D'aquí deriva un dels noms comuns que se li dona, «balena assassina».

#### Estratègies alimentàries dels misticets

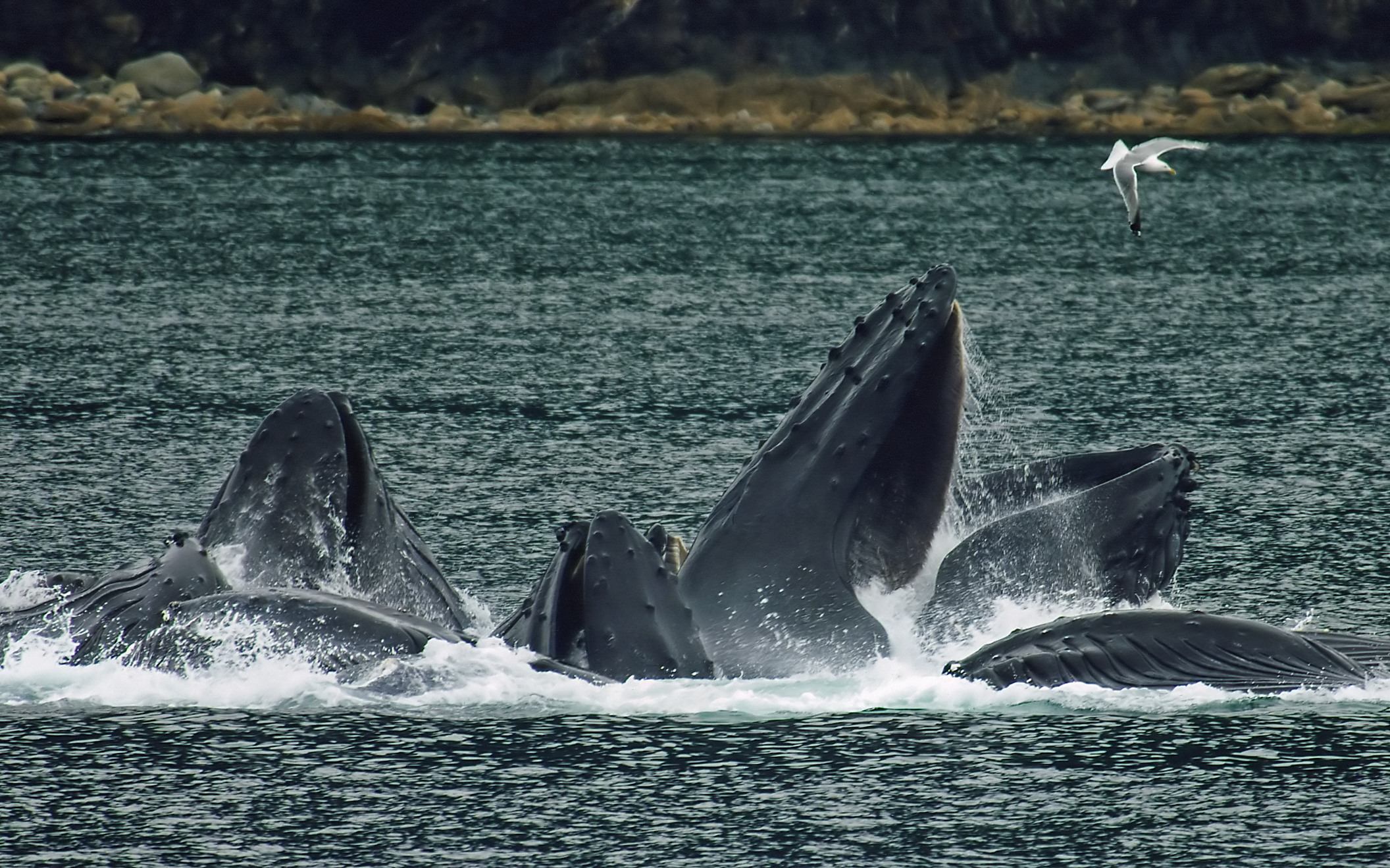
Un grup de iubartes s'alimenten després d'haver confós les preses mitjançant la formació d'una xarxa de bombolles.

Els misticets tenen tres tipus diferents d'estratègies alimentàries. Els balènids i la balena franca pigmea s'alimenten nedant lentament a les aigües superficials mantenint la boca oberta. D'aquesta manera filtren una gran quantitat d'aigua i ingents quantitats de petits copèpodes queden atrapats a les llargues barbes. Els balenoptèrids presenten una gran obertura bucal i un gran nombre de plecs a la regió ventral de la boca i la gola, que serveixen per augmentar el volum d'aigua que els cetacis poden mantenir dins la boca. La boca del rorqual blau pot contenir fins a setanta tones d'aigua, equivalents a aproximadament el 70% del pes corporal de l'animal. Els moviments de la llengua creen una pressió negativa que xucla l'aigua i les preses que conté vers l'interior de la boca. Aleshores, la boca es tanca i la llengua expulsa l'aigua i les preses, principalment krill, vers les barbes. L'aigua és expulsada a l'exterior, mentre que les preses es queden atrapades i després són ingerides. Les iubartes sovint formen grups per caçar i utilitzen un sistema de caça particular, anomenat bubble-feeding. Quan cacen petits peixos gregaris com ara arengs, un membre del grup forma una sèrie de bombolles produïdes per l'aire expirat per l'espiracle. Les altres balenes neden per sota el banc de peixos i els empenyen vers les bombolles, que formen una mena de xarxa. Sembla que aquesta xarxa confon les preses, que es compacten per formar una estructura esfèrica que fa que siguin més fàcils de capturar. En aquest moment, les balenes ataquen els peixos des d'avall, ingerint-ne grans quantitats. Per facilitat l'execució d'aquestes maniobres i coordinar-se una amb l'altra, les iubartes es comuniquen entre elles emetent una sèrie de crides. Les balenes grises es nodreixen de petits crustacis que viuen a l'interior dels sediments del fons marí. Aquestes balenes neden amb l'esquena girada cap avall i utilitzen la llengua per «dragar» el fons, ingerint aigua i sediments, que després són empesos per la llengua vers les barbes i expulsats, mentre que les preses queden atrapades i després són ingerides.

#### Estratègies alimentàries dels odontocets i ecolocalització
Els odontocets s'alimenten de preses més grosses que les dels misticets i utilitzen el sistema de l'ecolocalització per detectar-les. Aquests animals produeixen una sèrie de sons d'alta freqüència, anomenats «clics», que es dirigeixen vers la direcció a la qual apunta el cap. Quan les ones sonores dels clics xoquen amb una presa, reboten i tornen enrere. L'eco de retorn és rebut per la mandíbula, que transmet les vibracions a l'orella per mitjà d'una substància oliosa. Els clics són generats per tres sacs aeris situats al cap de l'animal i són amplificats pel meló.
Els sons també serveixen per estordir les preses, sobretot els peixos clupeids com els arengs, que han desenvolupat la capacitat de percebre els ultrasons i, per tant, són capaços d'evitar la captura fugint dels sons de l'ecolocalització. Per evitar això, alguns odontocets emeten sons anomenats bangs, que poden assolir 256 dB i que desorienten i atordeixen els peixos. Els bangs són produïts mitjançant el mateix mecanisme que l'ecolocalització, però algunes espècies també els emeten mitjançant el tancament ràpid de les maxil·les. Mentre que els misticets s'alimenten principalment en aigües superficials, molts odontocets descendeixen a majors profunditats. Els catxalots i els zífids se submergeixen a profunditats molt grans per caçar i menjar-se calamars i els primers són coneguts per caçar calamars gegants (Architeuthis sp.). Les orques són capaces de caçar animals molt més grossos que elles, utilitzant tàctiques que consisteixen a envoltar la presa i dividir la feina entre els diferents membres del grup durant l'atac. Les orques que viuen a la Patagònia utilitzen un mètode de caça, anomenat «varada voluntària», que consisteix a caçar els otàrids que són directament a la platja, i han desenvolupat una tècnica eficaç per tornar al mar. Aquesta tècnica no és innata, sinó que les mares l'ensenyen a les seves cries. Alguns dofins mulars que viuen a Shark Bay (Austràlia) utilitzen una tècnica de caça semblant per capturar els peixos dels quals s'alimenten: envolten els peixos i els empenyen vers la costa fins que hi queden varats, de manera que són més fàcils de capturar.

### Comportaments socials

#### Formació de grups

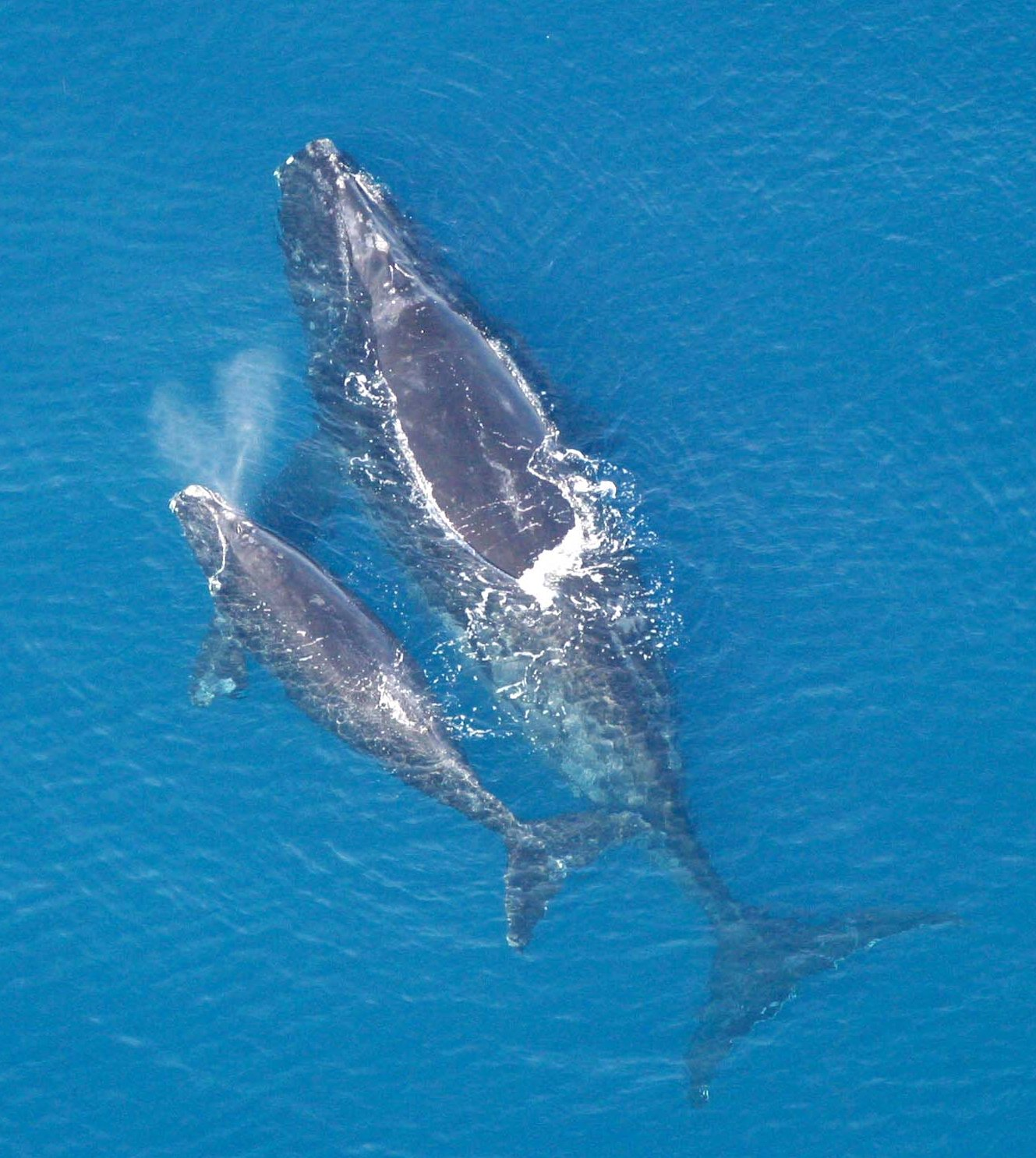
Una balena franca comuna amb la seva cria.

Molts cetacis s'associen i formen grups constituïts per un nombre variable d'individus. Les associacions es poden formar amb finalitats defensives o per dur a terme tècniques de caça més eficients, però sobretot per motius reproductius.
Els misticets generalment no formen grups nombrosos i sovint el màxim nivell d'organització social està constituït per l'associació temporal d'una femella amb la seva cria. En són una excepció les iubartes, que, com s'ha descrit anteriorment, poden formar associacions per caçar mitjançant la tècnica del bubble feeding.
Els comportaments socials dels odontocets són més complexos i articulats. Moltes espècies formen associacions a llarg terme, més o menys complexes. Els grups poden reunir milers d'individus i en alguns casos poden compondre's d'associacions entre espècies diferents. Els dofins ratllats, per exemple, poden formar associacions interespecífiques amb altres odontocets, com els dofins comuns i els caps d'olla grisos.

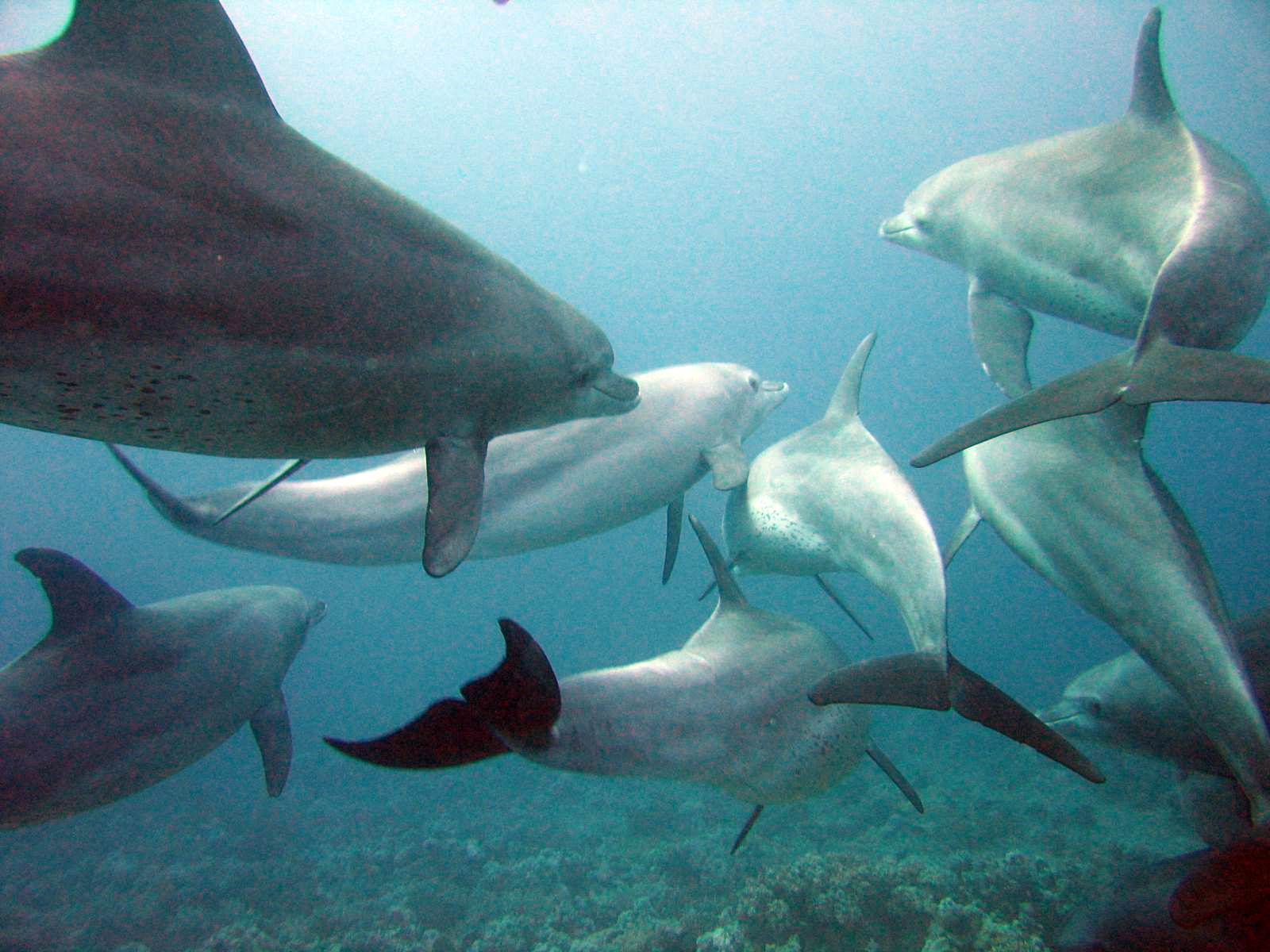
Grup de dofins mulars indo pacífics a la mar Roja.

Les estructures socials dels odontocets són generalment dominades per associacions entre individus del sexe femení, que s'uneixen amb els mascles en el moment de la reproducció. No són rars els combats entre mascles per conquerir femelles, com ho demostra la presència de cicatrius deixades a la pell perdents de coespecífics. Sovint, com passa amb els dofins mulars de Shark Bay a Austràlia, els mascles poden formar petites coalicions, anomenades «aliances», que combaten amb altres aliances i poden «raptar» les femelles d'un altre grup i sotmetre-les a un coit forçat. Els dofins de musell llarg s'associen en grups formats per uns cent individus. Dins el grup es formen subassociacions d'uns dotze individus, que neden de manera sincronitzada en una formació en forma de V, semblant a la que s'observa en les oques en vol. Els grups de les orques són associacions matriarcals dirigides per la femella madura més vella i constituïdes per almenys un mascle, cries i altres femelles. Els mascles que neixen en el si d'un grup continuen formant-ne part quan es fan grans, però només s'aparellen amb femelles pertanyents a altres grups. Els membres del grup es comuniquen entre ells per mitjà d'un dialecte que varia d'una associació a l'altra i que és ensenyat a les noves generacions. Els catxalots formen associacions similars, anomenades «unitats», en què els mascles no romanen amb les femelles i les cries, sinó que a l'edat d'uns cinc anys emprenen un llarg viatge vers latituds més altes, on hi ha més aliment, per completar el seu desenvolupament. A partir d'aleshores, es mouen d'una unitat a l'altra per aparellar-se amb més femelles.

#### Comunicació
El principal mitjà amb què es comuniquen els cetacis és la producció de sons. El llenguatge corporal i les sensacions tàctils també tenen un paper important en la comunicació.

##### Vocalitzacions

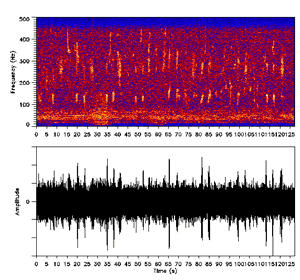
Espectrograma del cant d'una iubarta

Els odontocets, a més dels clics produïts per l'ecolocalització, també emeten sons de baixa freqüència, els xiulets i els lladrucs, similars al lladruc d'un gos. Aquests sons tenen un paper important en la comunicació. Alguns dofins, com el dofí mular, emeten xiulets característics, anomenats «xiulets signatura», que identifiquen cada individu. A diferència dels altres delfínids, les orques no tenen un xiulet signatura, sinó que emeten xiulets exclusius de cada grup. Aquests cetacis es comuniquen en el si del seu propi grup emetent una sèrie de crides repetitives que constitueixen un autèntic «dialecte», que és ensenyat a les generacions noves i que fa més eficaces les comunicacions vocals a l'interior del grup. Sovint, aquestes crides són utilitzades per les orques per coordinar-se durant la caça. Els catxalots també utilitzen els clics utilitzats per l'ecolocalització per comunicar-se entre ells, produint una sèrie de 3-30 clics de durada complexiva d'uns 2 segons, anomenada «cua». Cada individu té la seva pròpia cua característica, de manera que les cues dels clics es poden utilitzar per reconèixer un individu concret.
Els misticets són capaços d'emetre sons de baixa freqüència que es poden sentir a distàncies considerables. Les iubartes emeten sons de freqüència variable, que formen autèntics «cants». Cada cant dura entre set i trenta minuts i després és repetit. No hi ha pausa entre un cant i el següent, de manera que les iubartes poden continuar cantant durant hores.
Cada cant està constituït per una sèrie de temes, sintagmes i sub-sintagmes (vegeu frase (música)) i hi ha diferències entre els cants de les iubertes que viuen a l'Atlàntic nord, les del Pacífic nord i les de l'hemisferi sud. Els cants de les iubartes tenen un paper important en la reproducció; s'ha demostrat que només canten els mascles adults (de manera similar al que passa en els ocells), que comuniquen mitjançant els cants la seva disponibilitat per aparellar-se en les femelles i la seva posició. A part de les iubartes, també poden cantar altres misticets, però amb cants molt més senzills. La balena de Groenlàndia emet cants compostos de pocs sons que es repeteixen diverses vegades.

##### Comunicació tàctil
Els cetacis tenen un gran nombre de terminacions tàctils arreu del cos. Es creu que les parts més sensibles d'aquests animals són les aletes, les zones genitals i el cap, que tenen una sensibilitat comparable a la dels llavis humans. Molts cetacis es freguen o s'acaronen l'un a l'altre, utilitzant les aletes pectorals. Aquest comportament podria servir per reforçar els lligams socials entre els membres d'un mateix grup, de manera que jugaria el mateix paper que l'empolainament en els primats.
El sexe també podria jugar el mateix paper de reforç dels lligams entre individus. Els cetacis són dels pocs animals que copulen per motius diferents que la reproducció. S'han observat relacions sexuals entre individus no sexualment madurs i les cries intenten aparellar-se amb la seva mare poques setmanes després de néixer.

##### Llenguatge corporal
Tot i no estar tan desenvolupada com l'oïda, la vista també és un sentit molt important pels cetacis. Molts d'ells es comuniquen mitjançant una sèrie de moviments del cap, batent amb força les maxil·les i obrint la boca, comportaments que generalment indiquen hostilitat davant altres individus. Alguns delfínids produixen bombolles sota l'aigua, expirant aire de l'espiracle alhora que emeten els «xiulets signatura», probablement per ajudar els seus coespecífics a identificar qui està «parlant». La coloració del cos també pot resultar útil per la identificació. Les iubartes tenen una coloració que varia d'un individu a l'altre. Quan neden l'un al costat de l'altre, aquests cetacis es poden reconèixer fàcilment d'un cop d'ull; en els dofins del gènere Stenella la coloració canvia amb l'edat, permetent-los determinar l'edat dels seus companys.

### Comportaments de superfície

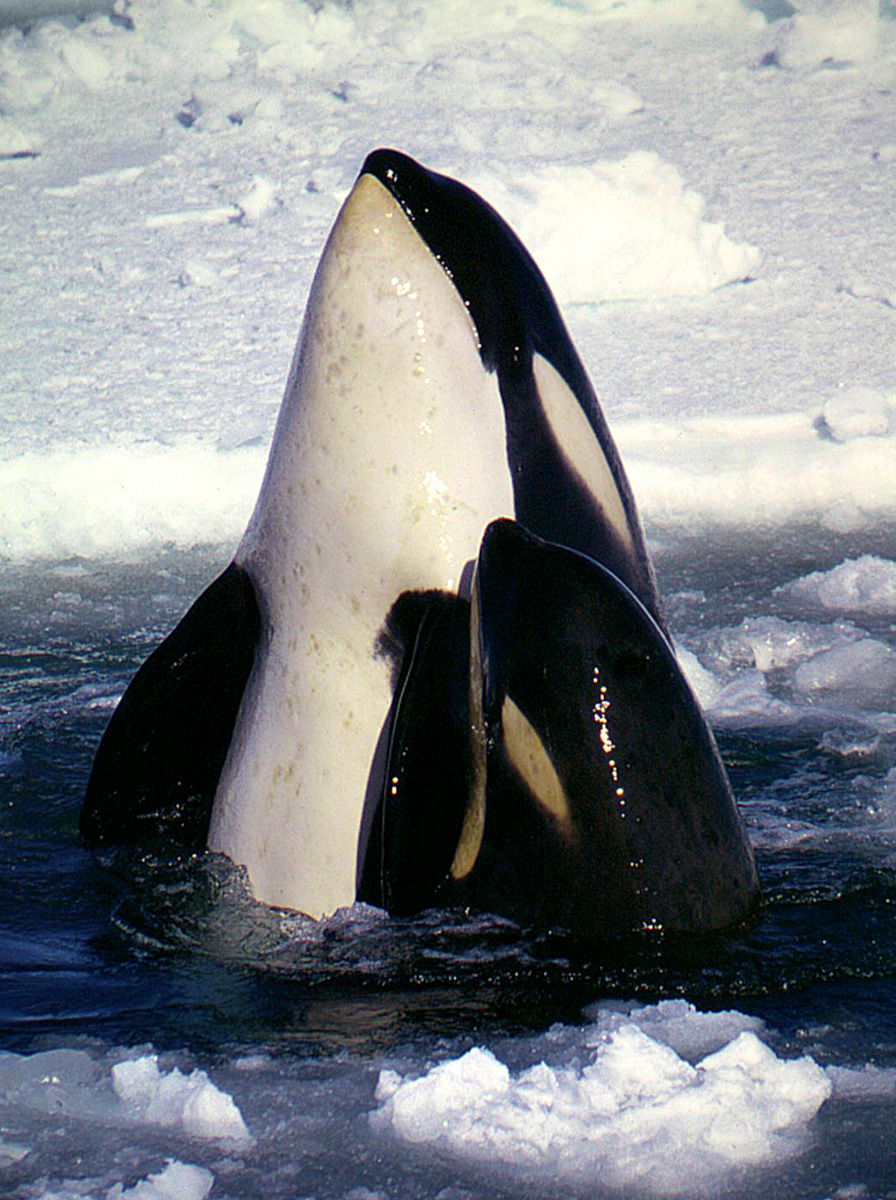
Una orca fa spyhopping en un forat al glaç.

Tots els cetacis efectuen a la superfície de l'aigua una sèrie d'acrobàcies i salts, el significat dels quals encara no és clar. Alguns d'aquests comportaments podrien ajudar els animals a lliurar-se de paràsits, però no s'exclou que es tracti de jocs o que tinguin un paper en la socialització.
Entre els comportaments principals hi ha:
- Breaching: consisteix a saltar completament o parcial fora de l'aigua. És un dels comportaments més espectaculars.
- Spyhopping: consisteix a mantenir el cap fora de l'aigua fins als ulls i girar sobre si mateix.
- Lobtailing (o Tailslapping) i Flipperslapping: consisteixen a batre repetidament la cua i les aletes pectorals contra la superfície de l'aigua, provocant un fort soroll.
- Fluke-up: consisteix a mantenir la cua perpendicular a la superfície del mar. És típic dels catxalots.
- Logging: consisteix a romandre immòbil a la superfície de l'aigua. És utilitzat per reposar o per respirar abans d'una immersió profunda.
- Bowriding: és típic dels dofins i consisteix a «cavalcar» les ones que deixen les proes de les embarcacions o de les grans balenes quan neden a la superfície.
- Porpoising: també típic dels dofins, consisteix a efectuar salts llargs i baixos fora de l'aigua mentre neden veloçment.
- Tailspinning: consisteix a «caminar» amb la cua sobre l'aigua al darrere. És molt utilitzat als dofinaris.

## Relació amb els humans

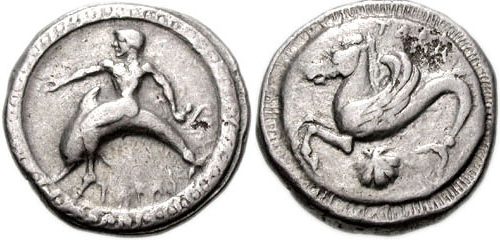
Moneda tarentina del 500-480 aC que presenta en una de les cares a Tarant, fundador de la ciutat, cavalcant un dofí.

Pels grecs, els dofins estaven relacionats amb el culte d'Apol·lo i l'Oracle de Delfos deu el seu nom a aquest animal; després d'haver complert penitència amb Admet per haver mort Pitó, el guardià de l'oracle, Apol·lo tornà a Delfos en forma de dofí. També a Grècia, eren moltes les ciutats que encunyaven monedes sobre les quals figuraven dofins, com Tarant, fundada segons la mitologia per Tarant, que arribà a la ciutat a cavall d'un dofí. Plini explica com els dofins vigilaven des de la riba als banyistes per evitar que s'ofeguessin i que a prop de Nemausus, a la Provença, els dofins acudien a la crida d'ajut dels pescadors per tal d'ajudar-los en la pesca. Aquests dos mites podrien tenir un fons de veritat. Avui en dia també són conegudes històries de dofins que salvaren éssers humans d'ofegar-se i alguns dofins mulars de prop de Laguna, al Brasil, cooperen amb els pescadors per capturar peixos i ambdues espècies treuen profit d'aquesta interacció.

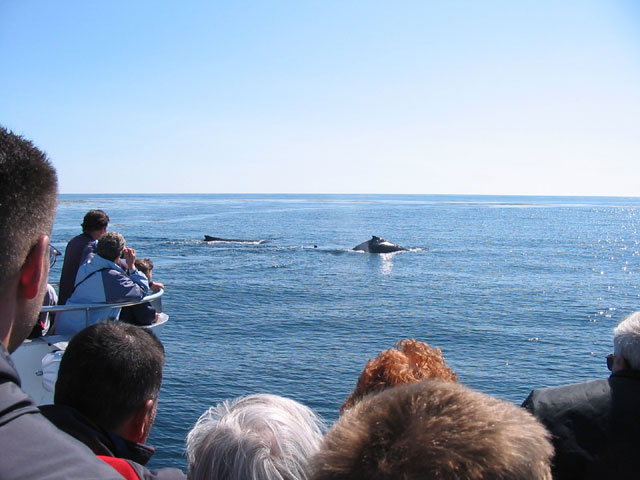
Grup de turistes que observen els cetacis a bord d'una embarcació. Aquesta activitat, anomenada observació de cetacis, és cada vegada més popular.

Els cetacis han estat sovint protagonistes d'obres literàries, pel·lícules i sèries de televisió. És celebèrrima la novel·la de Herman Melville Moby Dick, que narra el viatge del balener Pequod a la recerca d'una «balena blanca» que en realitat és un catxalot. També és cèlebre Flipper, un dofí mular protagonista de pel·lícules i sèries de televisió, així com Allibereu Willy, una pel·lícula del 1993 que narra la història de l'amistat d'un nen amb una orca, presa als seus pares i ensinistrada pels dofinaris.
Al llarg dels últims anys s'està difonent cada vegada més l'activitat de l'observació de cetacis en la naturalesa. Aquesta activitat és important pel turisme, per la investigació científica i per la conservació d'aquests animals. S'estima que, des del 1991, el nombre de persones que hi participen ha crescut en aproximadament un 12% anual i es creu que aquest percentatge podria continuar creixent en el futur. Tot i que l'observació de cetacis es pot organitzar a títol individual, es tracta principalment d'una activitat comercial que implica uns 87 països i que genera un volum de negocis d'aproximadament 1.000 milions de dòlars a l'any. Al Mediterrani s'observen els dofins mulars, els dofins ratllats, els caps d'olla grisos, els caps d'olla negres d'aleta llarga, els rorquals d'aleta blanca, els catxalots i els zífids. També al Mediterrani, l'observació de cetacis ha contribuït a la firma d'un acord entre França, Itàlia i Mònaco per la creació del santuari Pelagos, una àrea marina protegida, a la zona marina compresa entre la Ligúria, la Toscana, Còrsega i França.

## Estat de conservació
Segons la Llista Vermella de la Unió Internacional per a la Conservació de la Natura (UICN), catorze espècies de cetaci estan greument amenaçades d'extinció. D'aquestes, dues són classificades com en perill crític: el dofí de riu xinès i la marsopa de Califòrnia. Tot i que la UICN encara considera el dofí de riu xinès com a en perill crític, una expedició de recerca al riu Iang-Tsé a la Xina al desembre del 2006 dugué un grup d'investigadors a declarar aquesta espècie com funcionalment extinta. Segons aquests investigadors, es tractaria de la primera extinció total d'un cetaci i de la primera extinció d'un animal de pes superior a 100 kg produïda als últims 50 anys. Tanmateix, l'agost del 2007, un turista filmà un gran dofí que nedava a les aigües del Iang-Tsé. Els experts determinaren que es tractava d'un dofí de riu xinès, fet que donà noves esperances per a la supervivència de l'espècie, que tanmateix continuaria en una situació crítica.
Segons el CITES, l'Apèndix I inclou totes les espècies protegides per la moratòria de la caça de balenes de la CBI del 1986. Per consegüent, queden prohibits el comerç i la captura d'aquestes espècies. Tots els altres cetacis estan recollits a l'Apèndix II, de manera que el seu comerç i captura només es permeten si són compatibles amb la supervivència dels animals.
Les principals amenaces pels cetacis són la caça, les captures accidentals, la contaminació de les aigües, la competència amb els pescadors, les col·lisions amb embarcacions grans, les malalties, les captures per dofinaris i zoològics aquàtics i la destrucció del seu hàbitat
Al Mediterrani i el mar Negre, els cetacis estan protegits per l'Acord sobre la conservació dels cetacis de la mar Negra, la mar Mediterrània i la zona atlàntica contigua (ACCOBAMS), promulgat a Espanya com a suplement del BOE el 2 de juliol del 2001 com a «Instrument de ratificació de l'Acord sobre la conservació dels cetacis de la mar Negra, la mar Mediterrània i la zona atlàntica contigua, fet a Mònaco el 24 de novembre de 1996».

### Caça

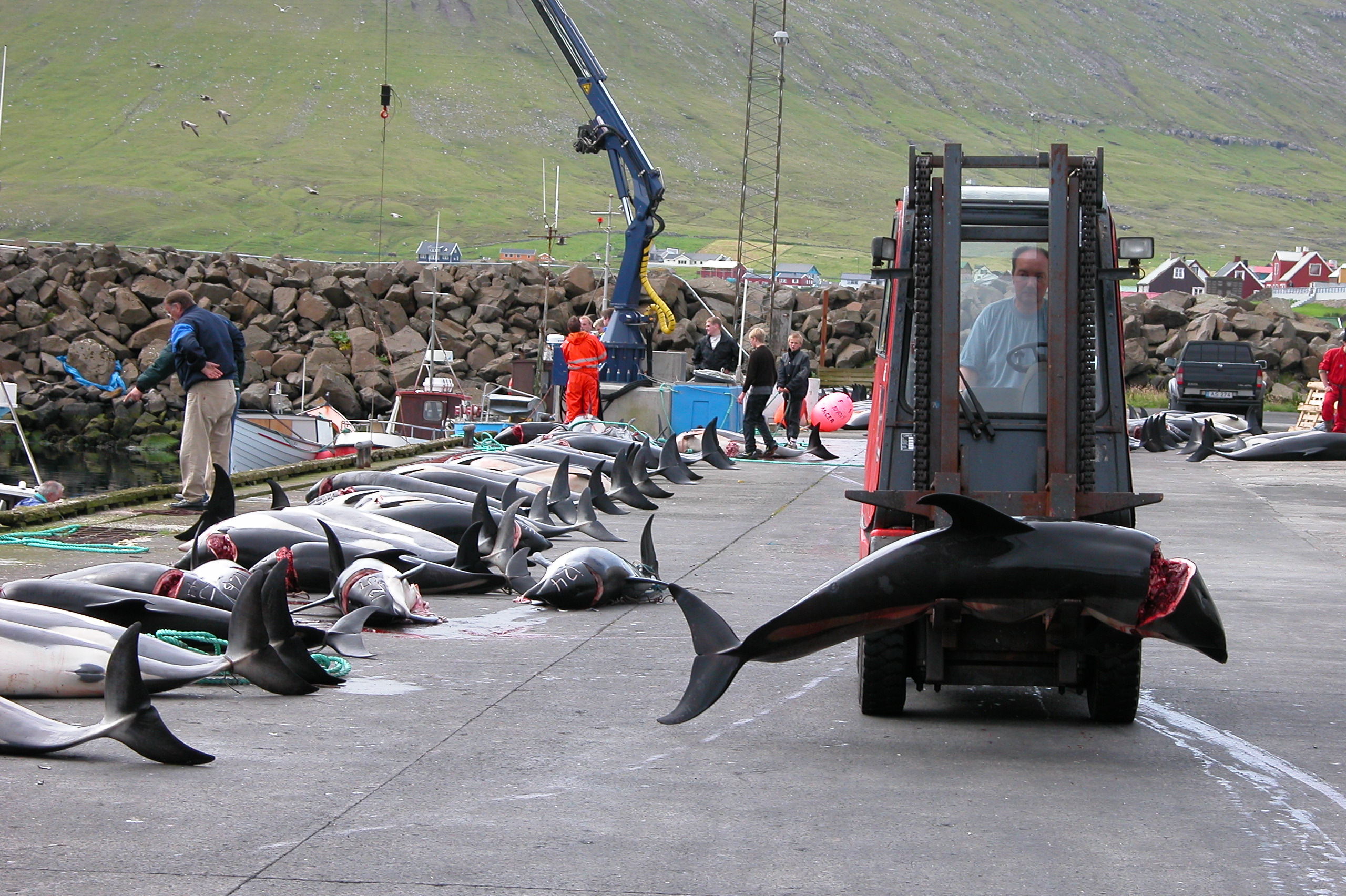
Dofins de flancs blancs de l'Atlàntic capturats i morts en una batuda de caça a les illes Fèroe.

La caça de cetacis, sobretot els de gran mida, té orígens molt antics. Ja al Neolític, fa uns 6.000 anys, algunes poblacions del nord d'Europa caçaven i s'alimentaven d'aquests animals. Als segles xvi i xix hi hagué un gran augment del nombre d'exemplars caçats. Entre els productes recuperats de les balenes, els més importants des d'un punt de vista comercial eren el greix, convertit en oli per les làmpades; les barbes, utilitzades per la fabricació de cotilles; o l'espermaceti del catxalot, utilitzat per elaborar perfums. Actualment, l'ús principal dels cetacis és la seva carn, molt preuada a Islàndia, Noruega i el Japó.
La caça ha provocat al llarg dels anys una dràstica reducció del nombre de poblacions. Les primeres espècies a ser amenaçades foren les més fàcils de capturar, com els catxalots, les iubartes, les balenes grises i les balenes franques; més tard, amb el desenvolupament d'arpons cada vegada més eficients, també foren amenaçats els rorquals blaus, els rorquals boreals i els rorquals comuns.
Els cetacis de menors dimensions, com els dofins, també han estat objecte de caça. Al Japó es duen a terme autèntiques matances que, a més de suscitar la indignació de l'opinió pública occidental, han provocat un ràpid declivi de les poblacions de dofins ratllats, portant l'atenció dels pescadors locals vers les orques, els dofins mulars i els caps d'olla grisos.
Avui en dia, la caça de cetacis de gran mida és regulada per la Comissió Balenera Internacional (CBI), que el 1986 aprovà una moratòria sobre la caça que encara continua en vigor. Tanmateix, cada any els països membres de la comissió es reuneixen per decidir si convé retirar alguna espècie de la moratòria.

### Captura accidental

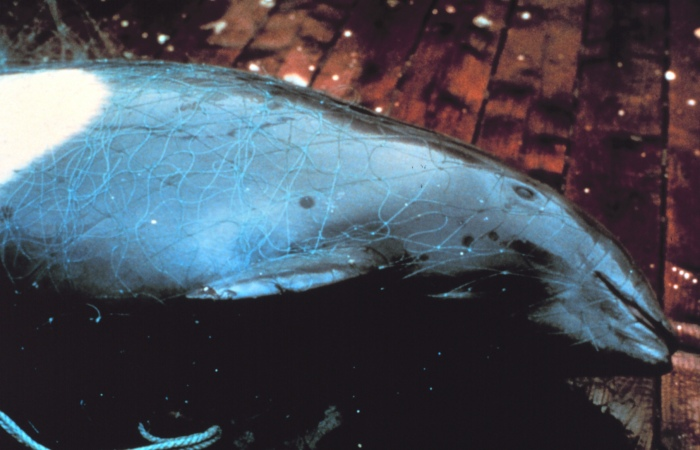
Una marsopa atrapada en una xarxa de pesca.

Un gran nombre de cetacis, sobretot delfínids, moren per ofegament després de quedar atrapats accidentalment en xarxes de pescar. Aquest problema només ha estat reconegut com a tal a les últimes tres o quatre dècades. Es creu que la captura principal en xarxes és una de les principals amenaces per a la supervivència de la marsopa de Califòrnia. A Itàlia i Espanya, les captures accidentals són degudes principalment a les xarxes per pescar emperadors. Les captures accidentals també representen un problema pels pescadors, que perden temps en treure els cadàvers dels mamífers de les xarxes, que sovint resulten danyades i queden inservibles i els pescadors no obtenen cap profit econòmic dels cetacis capturats.
A part de les xarxes, els dofins sovint són morts durant la matança de tonyines; com que sovint neden ensems amb aquests peixos, a vegades són envoltats per les barques dels pescadors juntament amb les tonyines. Molts moren a causa del seu comportament imprevisible o a causa d'errors humans.

### Competència amb els pescadors
Alguns pescadors creuen que els cetacis competeixen amb ells per la captura dels peixos i per això els maten expressament. Al llarg dels últims anys aquest problema s'ha fet notar especialment al Mediterrani, on s'intenta mantenir els dofins lluny de l'àrea de pesca utilitzant instruments que emeten sons que els repel·len. Tanmateix, aquest sistema podria danyar l'oïda dels animals.
El problema de la competició amb els pescadors és utilitzat pels països favorables a la represa de la caça de balenes, com el Japó o Noruega, per afirmar que la caça és necessària per evitar danys a l'aprovisionament de peixos pels humans, tenint en compte el fet que, segons la FAO, aproximadament un milió de persones al món s'alimenten principalment de peixos. Altres sostenen que els majors competidors dels pescadors són segurament els peixos depredadors i no hi ha prou dades científiques per quantificar la contribució dels cetacis.

### Col·lisions amb naus
Diversos cetacis de gran mida són morts per col·lisions amb embarcacions grans, sobretot quan reposen a la superfície de l'aigua i no tenen temps de fugir. Aquest problema ha augmentat considerablement amb l'augment del trànsit marítim. Al Mediterrani, els cetacis que topen més sovint amb les naus són els catxalots i els rorquals d'aleta blanca. La presència de cicatrius a la pell d'alguns animals demostra que en alguns casos aconsegueixen sobreviure a l'accident.

### Contaminació química i acústica
S'ha demostrat que als teixits de molts odontocets hi ha concentracions elevades de PCB i de metalls pesants. Les concentracions d'aquestes substàncies superiors a 100 mg/kg interfereixen amb el sistema endocrí i el sistema immunitari dels animals, fent que siguin més vulnerables a les malalties i provocant anomalies en la reproducció. Sembla que els misticets són menys sensibles que els odontocets als efectes d'aquestes substàncies. Un altre perill deriva dels vessaments de petroli al mar, que pot causar danys si és ingerit i pot deixar inservibles les barbes dels misticets.
Els sorolls submarins produïts pels humans poden interferir amb les activitats dels cetacis, que basen gran part dels seus comportaments reproductius i alimentaris en senyals acústics. Els sorolls marins principals són els causats per proves sísmiques, dragatge del fons marí, perforacions submarines i el trànsit marítim. Sovint, aquests sorolls viatgen quilòmetres per sota l'aigua i poden causar la pèrdua temporal o permanent de l'oïda als cetacis. Un problema d'especial importància concerneix les operacions militars dutes a terme als oceans per part de la marina. L'ús d'experiments efectuats amb sonar o les proves de nous explosius causen enormes danys als cetacis. S'ha traçat una relació clara entre els encallaments de grups de zífids, que no presentaven cap símptoma aparent a part de danys al sistema auditiu, amb operacions militars que s'estaven duent a terme a la zona on vivien els animals.

### Malalties
Els cetacis són molt sensibles a les malalties causades per morbil·livirus i a les neurotoxines produïdes per alguns dinoflagel·lats responsables de les marees roges. A la dècada del 1990, una epidèmia de morbil·livirus delmà les poblacions mediterrànies de dofins ratllats. Com que els valors de PCB analitzats a l'interior dels teixits d'aquests animals eren molt alts, es creu que la infecció fou afavorida per l'afebliment del seu sistema immunitari.

### Captures per als delfinaris
Els delfínids són capturats per dur-los a parcs zoològics o per ser ensinistrats i exhibits als delfinaris. Els efectes d'aquestes captures, que comporten la retirada d'una certa quantitat d'animals del seu medi natural (incloent-hi els que moren accidentalment durant l'operació), se sumen als de la caça deliberada. Els dofins més capturats són el mular, el cap d'olla de l'Irauadi i el dofí d'estuari indopacífic. A la majoria de països, la conservació de dofins en delfinaris està reglamentada per la llei.

### Encallaments

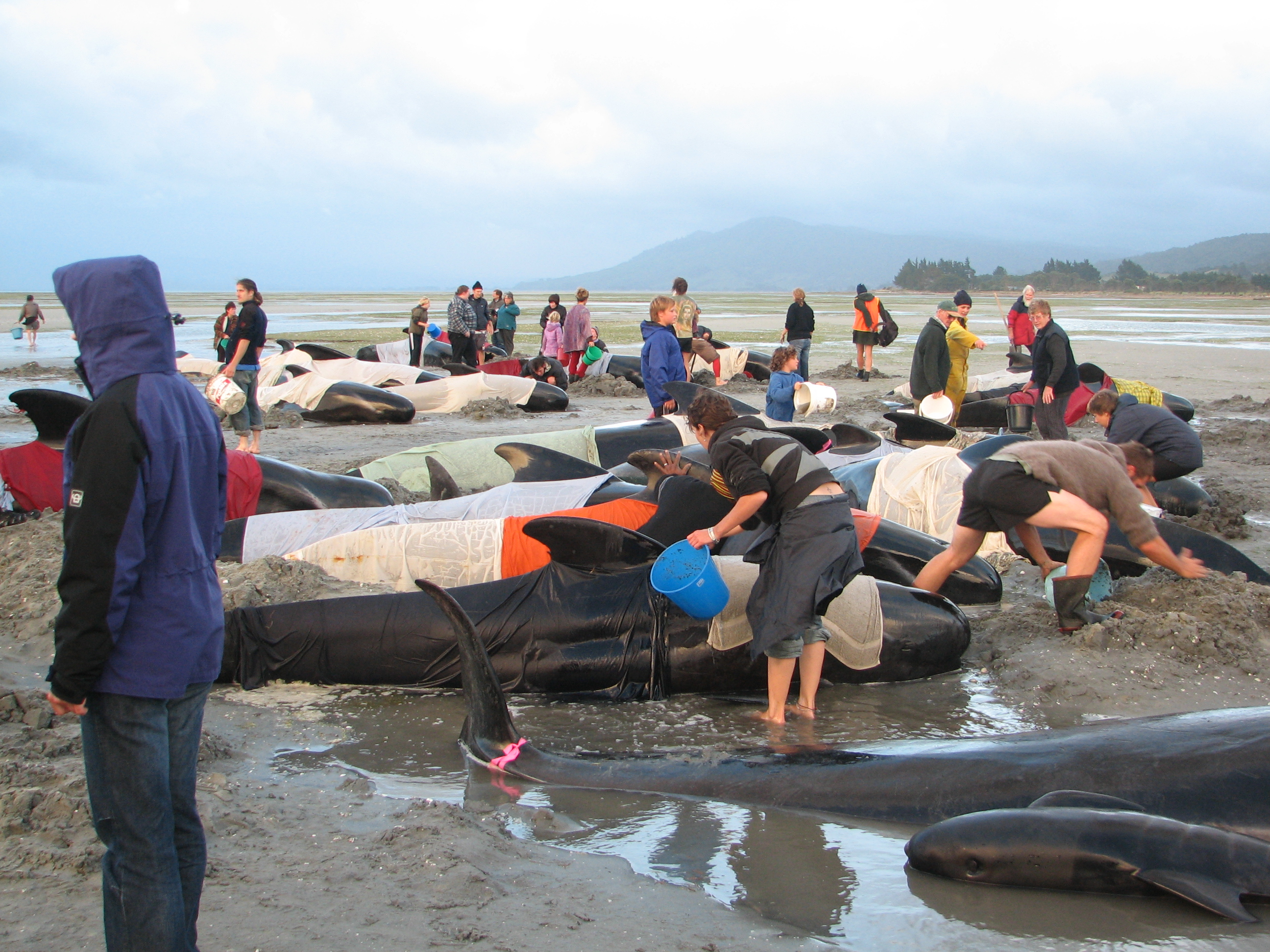
Uns voluntaris s'esforcen per evitar que es deshidratin uns caps d'olla negres d'aleta llarga a Nova Zelanda.

Alguns odontocets, especialment els caps d'olla negres d'aleta llarga, els catxalots i els zífids, acaben encallats, és a dir, s'encallen a terra ferma i no aconsegueixen tornat al mar. Molt sovint, els encallaments provoquen la mort de l'animal per deshidratació o per asfíxia deguda al col·lapse dels pulmons sota el pes del seu cos. L'encallament pot ser individual, quan es tracta d'un sol individu, o massiu, quan s'encalla un grup sencer. Els encallaments han estat objecte d'un llarg debat entre els investigadors durant dècades, amb l'objectiu de determinar-ne les causes, que encara avui en dia no són ben clares. Es creu que no les provoca una única causa, sinó una combinació d'esdeveniments naturals, biològics i comportamentals. Els primers inclouen canvis en els corrents marins i les marees, així com l'ocurrència de tempestes, mentre que els factors biològics inclouen la predació, les malalties i pertorbacions de l'ecolocalització. Pel que fa als factors comportamentals, en les espècies altament socials és possible que un animal en dificultats per causes individuals sigui seguit fins a terra ferma per altres membres del grup, que s'encallen juntament amb ell.
El 2004, investigadors alemanys associaren els encallaments freqüents de catxalots de la mar del Nord a l'activitat solar. Analitzant els encallaments d'aquests cetacis que tingueren lloc entre el 1712 i el 2003, els investigadors s'adonaren que el 97% dels encallaments es produïren en períodes d'activitat solar mínima.
Una altra possible explicació dels encallaments són els exercicis de la marina militar efectuats mitjançant l'ús de sonar a mitjana freqüència, per la detecció de submarins. El 1996, dotze zífids s'encallaren a les costes de Grècia i les anàlisis autòptiques revelaren la presència d'una patologia caracteritzada per la presència d'èmbols gasosos a l'interior dels òrgans dels animals. Una vegada els cetacis s'han encallat, aquests èmbols els provoquen la mort a causa dels greus danys causats a l'aparell circulatori. Els encallaments han estat relacionats amb exercicis militars que es dugueren a terme dos dies abans que es produïssin.
El 2002, uns altres catorze zífids que presentaven els mateixos símptomes s'encallaren a les illes Canàries i els encallaments començaren només quatre hores després de l'inici d'operacions militars, confirmant l'estreta relació existent entre l'ús del sonar i els encallaments i la posterior mort d'aquests animals.

## Història de la cetologia
La cetologia és la branca de la biologia marina que s'encarrega d'estudiar els cetacis. Molts dels coneixements que se'n tenen deriven de l'estudi de cadàvers d'animals encallats.
Els cetacis foren estudiats ja per Aristòtil, que, referint-se a ells amb el terme κῆτος (que anteriorment tenia el significat de ‘monstre marí’), donà origen al terme actual. Aristòtil distingí clarament els cetacis dels peixos, com a animals vivípars que respiren amb pulmons i alleten les seves cries. Entre les moltes idees transmeses per Aristòtil hi ha la distinció entre els cetacis dotats de barbes i els dotats de dents, així com la descripció de la copulació, que es fa panxa contra panxa. Plini el Vell, que estudià aquests animals a la seva Historia Naturalis, també sabia que respiraven aire per mitjà de pulmons, però els atribuí mides corporals que superaven de llarg les reals i dedicà més espai a anècdotes i creences populars que a la fisiologia.
A l'edat medieval, només alguns estudiosos escandinaus i islandesos s'ocuparen dels cetacis. A l'obra islandesa Speculum regalae del 1240 se'ls presenta de nou com a monstres assassins d'homes i destructors de vaixells.
Al Renaixement, l'estudi es basà en la dissecció d'animals encallats, però encara no s'havia recuperat el coneixement d'Aristòtil; no estava clar, concretament, si els cetacis s'havien de classificar amb els peixos o els mamífers. Pierre Belon, a la seva Histoire naturelle des éstranges poissons marins, els considerava peixos, mentre que Guillaume Rondelet els definia com a «quadrúpedes aquàtics».
Carl von Linné, a la desena edició del seu Systema Naturae del 1758, els classificà com a mamífers.
Al llibre Recherches sur les fossils («Recerques sobre els fòssils») del 1823, el metge i paleontòleg Georges Cuvier analitzà i descrigué l'esquelet dels cetacis, definint-los com a «mamífers mancats de potes posteriors».
Entre el segle xix i el segle xx, gran part de les informacions sobre les rutes migratòries i la morfologia provenia dels baleners, que coneixien molt bé els animals que havien de caçar. El 1924, una expedició científica anomenada Discovery, que durà gairebé 25 anys, s'encarregà d'estudiar l'ecologia de les regions àrtiques i el comportament reproductiu dels cetacis.
La dificultat de la investigació científica és més gran pel fet que els animals només passen una mínima part del seu temps a la superfície. A més, quan neden o se submergeixen, no deixen cap rastre, de manera que també és difícil seguir-ne els moviments. Aquest problema es resol mitjançant el marcatge amb radiotransmissors per satèl·lit. Els investigadors que estudien aquests animals solen estar equipats amb hidròfons per escoltar-ne les vocalitzacions, binocles per observar l'horitzó i aparells fotogràfics per la fotoidentificació.